# Il Primato Nazionale
Il Primato Nazionale è un giornale sovranista italiano nato come quotidiano online nell'ottobre 2013. Dal 1º ottobre 2017 al 22 maggio 2023 ha pubblicato anche una rivista cartacea mensile. Il direttore è Adriano Scianca.
Il Primato Nazionale è la testata del movimento politico di estrema destra e d'ispirazione neofascista CasaPound, di cui lo stesso direttore Adriano Scianca è esponente (fino al 2020 era responsabile nazionale della cultura).

## Storia
Il Primato Nazionale - Quotidiano Sovranista viene fondato a Roma l'ottobre 2013 come giornale on-line di esplicito stampo sovranista.
Successivamente, il 1º ottobre 2017 viene pubblicata anche l'edizione cartacea denominata Il Primato Nazionale - Periodico Sovranista che consiste in una rivista mensile di 66 pagine. In seguito, le pagine saranno portate a 100 a partire dalla sesta pubblicazione, l'8 marzo 2018. 
Il 1º marzo 2019 Il Primato Nazionale digitalizza tutte le sue pubblicazioni cartacee.
Una ricerca condotta tra il 10 ottobre ed il 9 novembre 2019 mostra l'edizione online de Il Primato Nazionale al 17º posto fra i siti d'informazione italiani più condivisi su twitter con circa 50.000 condivisioni.
Ad agosto 2021 la rivista annuncia il lancio di una nuova collana mensile che consiste in 12 numeri cartacei da 100 pagine l'uno, pubblicati a partire dal settembre dello stesso anno. Essa è chiamata "I Grandi Italiani" e ripercorre la storia di vari celebri italiani, col primo numero dedicato al poeta abruzzese Gabriele D'Annunzio.
Al 3 novembre 2022 sospende l'uscita nelle edicole dichiarando la difficoltà a far fronte ad aumenti dei prezzi nell'ambito del settore cartaceo. La rivista viene resa disponibile solo tramite abbonamento oppure reperibile online sul sito ufficiale nonché reperibile anche in alcune librerie militanti.
Il 22 maggio 2023 dopo 67 uscite viene stampato l'ultimo mensile cartaceo, infatti a partire dal mese successivo l'attivita giornalistica della rivista prosegue esclusivamente online tramite sito ufficiale e pagine social. 

## Controversie
Il giornale è stato accusato in più occasioni di divulgare notizie false o infondate. In un articolo del 9 agosto 2019 è uno fra i siti che attribuisce a Carola Rackete una frase che la attivista non ha mai pronunciato.
Il quotidiano la Repubblica lo ha definito appartenente a una "rete di destra che inquina il dibattito anti-immigrati sui social media".
In particolare, il 17 febbraio 2020 ha diffuso una notizia falsa riguardante la presunta creazione artificiale del virus della malattia COVID-19 in un laboratorio cinese.
In un'altra occasione, il 26 ottobre 2018, il giornale pubblicò dichiarazioni rivelatesi false attribuendole a Selvaggia Lucarelli in merito all'omicidio di Desirée Mariottini, e la giornalista in seguito dichiarò l'intenzione di querelare il giornale e il suo direttore.
Secondo studi condotti da Alto Data Analytics, il gran numero di condivisioni online del quotidiano sarebbe stato frutto della condivisione da parte di profili "ad alta attività", fra cui alcuni identificati come bot, fenomeno simile a quello di altri siti della stessa area politica connotati dalla diffusione di contenuti propagandistici e razzisti, basati il più delle volte su bufale come Il riscatto nazionale, Voxnews.info e Imolaoggi.
Nel novembre 2019 il giornale pubblicò una lista di nomi di leader nazionali e locali del movimento delle sardine includendo le loro precedenti esperienze politiche e professionali.
Il servizio di rete sociale Facebook, dopo aver ravvisato violazioni delle proprie condizioni d'uso in materia di spam, ha oscurato brevemente la pagina del giornale sulla propria piattaforma una prima volta il 9 settembre 2019, e di nuovo il 31 ottobre dello stesso anno. La pagina social è stata nuovamente chiusa il 5 aprile 2021. Secondo il direttore Adriano Scianca, la chiusura sarebbe imputabile alla programmazione di un evento in diretta organizzato dal giornale su Facebook per la presentazione del libro Stregoneria politica di Guido Taietti.

## Firme
- Adriano Scianca[24][25]
- Vittorio Sgarbi[26][27]
- Francesco Borgonovo[25]
- Alessandro Meluzzi[28][25]
- Diego Fusaro[29][30][25]
- Mario Vattani[31]
- Antonio Rapisarda
- Paolo Bargiggia[32][33][34]
- Francesco Paolo Capone
- Gabriele Adinolfi[35]
- Maurizio Murelli
- Francesca Totolo
- Caio Mussolini
- Carlomanno Adinolfi
- Alfonso Piscitelli
- Matteo Brandi
- Fabrizio Vincenti
- Alberto Palladino
- Paola Ceccantoni (in arte Pubble)